# Was nicht paßt, wird passend gemacht (Kurzfilm)
Was nicht paßt, wird passend gemacht ist ein deutscher komödiantischer Kurzfilm aus dem Jahr 1997.

## Handlung
Kolak, Kalle und Polier Horst arbeiten für den Bauunternehmer Werner Wiesenkamp, der ein kleines Bauunternehmen im Ruhrgebiet führt. Wiesenkamp ist ein Unternehmer, der es mit den Gesetzen und der Zahlungsmoral nicht so genau nimmt. Kolak, Kalle und Horst raten ihrem Chef, eine weitere Arbeitskraft auf dem „Polenstrich anne Autobahn“ zu suchen. Dort stehen Schwarzarbeiter aus Osteuropa, um ihre billige Arbeitskraft anzubieten. Wiesenkamp stellt auch als zusätzliche Arbeitskraft den jungen Architekturstudenten Philipp ein, der einen Praktikumsnachweis braucht.
Philipp wird vom Vorarbeiter Horst regelmäßig zusammengestaucht, weil dieser als „Künstler“ keine Ahnung von der „richtigen Arbeit“ habe. Als der polnische Schwarzarbeiter „Marek“ erscheint, soll dieser mauern, und Philipp wird zum Bierholen geschickt. Als er die Baugrube gerade verlassen hat, hört er Schreie und Aufregung und eilt zurück.
Zu seinem Entsetzen sieht er den reglosen Marek in seinem eigenen Blut liegen. Die anderen sagen ihm, dass Marek von dem Gerüst gefallen sei, das Philipp festmachen sollte. Philipp, der sich als Schuldigen an Mareks Verletzung sieht, rennt, um den Notarzt zu alarmieren. Kurze Zeit später trifft der Rettungswagen ein. Jeglicher Hinweis auf den Unfall und auch Marek selbst sind verschwunden. Die Rettungskräfte ziehen wütend ab, und die drei Bauarbeiter beschimpfen Philipp. Sie sagen ihm, dass sie in erhebliche Schwierigkeiten kommen würden, wenn die ganze Sache herauskäme. Dann kommt Wiesenkamp zur Baustelle und bringt den Bauarbeitern Schweigegeld mit. Außerdem zahlt er noch ein paar Tausender drauf, wenn sie Mareks Leiche verschwinden lassen. Horst schlägt vor, die Leiche mittels der Kreissäge zu zerstückeln und auf der Baustelle einzubetonieren. Philipp steht in der Zwischenzeit Schmiere. Als er wiederkommt, werden gerade mehrere Pakete einbetoniert. Anschließend betrinken sich alle. Die drei erzählen Philipp, dass der Pole noch gelebt habe, als sie ihn auf die Säge gelegt hätten. Als Marek dann auch noch aus dem Dixiklo herauskommt, ist Philipp dem Wahnsinn nahe und übergibt sich. Kolak, Kalle, Horst und „Marek“ krümmen sich vor Lachen. Marek heißt tatsächlich Dieter und ist Horsts Schwager. Das ganze Täuschungsmanöver wurde inszeniert, um den geizigen Wiesenkamp abzuzocken. Das Geld soll dann geteilt werden.

## Hintergrund
- Am 26. April 1997 wurde der Film bei den Internationalen Kurzfilmtagen Oberhausen aufgeführt und am 18. Juni 1997 auf dem Internationalen Kurzfilmfestival Hamburg.
- Unter dem gleichen Titel, allerdings mit reformierter ss-Schreibweise, drehte Thorwarth 2002 einen abendfüllenden Spielfilm. Die Handlung des Kurzfilms ist in etwas abgewandelter Form Teil der Handlung des Spielfilms.